# Lehtma sadam
Lehtma sadam är en hamn på norra Dagö i Estland, 120 km väster om huvudstaden Tallinn. Den ligger i Hiiu kommun i landskapet Hiiumaa (Dagö kommun och län). Hamnen ligger på halvön Taknenäset vid byn Lehtma och udden Lehtma nina. Närmaste större samhälle är Kärrdal, 8,4 km söder om Lehtma sadam.
Inlandsklimat råder i trakten. Årsmedeltemperaturen i trakten är 6 °C. Den varmaste månaden är augusti, då medeltemperaturen är 17 °C, och den kallaste är januari, med −4 °C.